# Roteberg
Roteberg är en tätort i Ovanåkers kommun, Gävleborgs län.

## Befolkningsutveckling
| Befolkningsutvecklingen i Roteberg 1960–2020             | Befolkningsutvecklingen i Roteberg 1960–2020 | Befolkningsutvecklingen i Roteberg 1960–2020 | Befolkningsutvecklingen i Roteberg 1960–2020 | Befolkningsutvecklingen i Roteberg 1960–2020 |
| -------------------------------------------------------- | -------------------------------------------- | -------------------------------------------- | -------------------------------------------- | -------------------------------------------- |
|                                                          |                                              |                                              |                                              |                                              |
| År                                                       |                                              |                                              | Folkmängd                                    | Areal (ha)                                   |
| 1960                                                     | 1960                                         |                                              | 296                                          |                                              |
| 1965                                                     | 1965                                         |                                              | 289                                          |                                              |
| 1970                                                     | 1970                                         |                                              | 260                                          |                                              |
| 1975                                                     | 1975                                         |                                              | 254                                          |                                              |
| 1980                                                     | 1980                                         |                                              | 388                                          |                                              |
| 1990                                                     | 1990                                         |                                              | 434                                          | 80                                           |
| 1995                                                     | 1995                                         |                                              | 443                                          | 80                                           |
| 2000                                                     | 2000                                         |                                              | 411                                          | 80                                           |
| 2005                                                     | 2005                                         |                                              | 391                                          | 81                                           |
| 2010                                                     | 2010                                         |                                              | 393                                          | 81                                           |
| 2015                                                     | 2015                                         |                                              | 379                                          | 87                                           |
| 2020                                                     | 2020                                         |                                              | 388                                          | 98                                           |
| Anm.: Namnändring 1970 från Östra Roteberg till Roteberg |                                              |                                              |                                              |                                              |